# Дорога к бесчестию
«Дорога к бесчестию» — немецкий драматический фильм 1930 года о судьбе китайской танцовщицы в России.
Фильм снят в трёх языковых версиях — немецкой, английской (The Flame of Love) и французской (Hai-Tang).
Для актрисы Анны Мэй Вонг роль в фильме стала первой её главной ролью в карьере.
Один из первых фильмов где роли китайцев играли азиаты, а не белые актёры в гриме «жёлтое лицо» — но всё же цензура в США не допустила экранный поцелуй между героями фильма — китаянкой-танцовщицей и русским офицером, как нарушающий межрасовые законы.
Большую популярность получила песня из фильма «Русский не может без женщины и вина».

## Сюжет
Приехав на гастроли в Российскую империю молодая китайская танцовщица Хай-Тан влюбляется в лейтенанта Бориса Иванова — адъютанта Великого князя. Эта любовь, однако, осложняется тем, что сам Великий князь, увидев Хай-Тан на сцене, положил глаз на танцовщицу.
Великий князь приказывает своем адъютанту привести её на ужин в свою комнату, где после ночи пьянства, пытается изнасиловать Хай-Тан, но её брат Ван Хун врывается и выстрелом из пистолета ранит Великого князя. Ван Хун приговаривается к смертной казни. А узнав, что Хай-Тан любит Борис Иванов, Великий князь назначает именно его исполнителем приговора.
В обмен на свободу брата Хай-Тан соглашается на предложение Великого князя: стать его любовницей, остаться навсегда в России и больше никогда не видеть Бориса.

## В ролях
- Анна Мэй Вонг — Хай-Тан, китайская танцовщица
- Френсис Ледерер — лейтенант Борис Иванов, адъютант
- Георг Шнель — Великий князь, генерал
- Лай Юн — Ван Хун, брат Хай-Тан
- Хьюго Вернер-Кахл — полковник Муравьев
- Герман Блах — Бирнбаум, пианист
- и другие

## Языковые версии
Для раннего периода звукового кино съемка фильмов в нескольких языковых версиях являлось распространённой практикой.
Фильм снят в трёх языковых версиях — немецкой, английской (The Flame of Love) и французской (Hai-Tang), причём французская короче на четыре минуты.
Во всех трёх версиях только две роли исполняют одни и те же актёры: Анна Мэй Вонг — в главной роли, и Лай Юнг — в роли её брата.
В версиях отличаются не только актёры, но и декорации, сюжетные линии, роли — так, например, в английской версии персонаж Ван Хун не брат, а отец героини.
Цензура также повлияла на различия: в английской версии нет поцелуя между Хай-Тан и лейтенантом Борисом Борисковым — такая сцена была, но она вызвала протест в прессе — в то время с США такие межрасовые отношения были незаконны, и в Великобритании тоже считались шокирующими, и эпизод с поцелуем был вырезан и не сохранился.
В то время обычно азиатских персонажей играли белые актёры в гриме «жёлтое лицо», но в этом фильме исполнители ролей китайцев — все азиаты, и только служанку героини играет европейская актриса в «жёлтом лице».

## Музыка в фильме
Для фильма были написаны две песни, получившие большую популярность и распространение на грампластинках:
- «Русский не может без женщины и вина» или «Русская песня о любви». (музыка — Ханса Мэя, слова — Фрица Роттера). Есть две версии исполнения песни: первая — в исполнении Фреда Джонса и его джазового симфонического оркестра, вторая — в исполнении Франца Леддера, музыка оркестра Марека Вебера.
- «Однажды приходит чудо любви» — в исполнении Льва Моносзона, музыка оркестра Бена Берлина.

## Критика
Учитывая наличие трёх разных версий фильма, сложно отделить критические отзывы об основном фильме от рецензий на производные версии. Например, в рецензии на английскую версию фильма, в 2014 году критик отметил, что «актеры не пытаются приблизиться к русским акцентам», но в то же время:

…костюмы и декорации гораздо лучше отражают величие и роскошь императорской России, хотя сценический наряд Анны Мэй Вонг слишком скуден для любого традиционного китайского театра. Точно так же и её песня, и её танцевальная постановка передают западное происхождение — фильм полон песен и танцев, в том числе нескольких буйных русских народных мелодий.
 … По современным меркам актёрское мастерство и режиссура могут показаться застывшими и излишне театральными, но они характерны для того периода.
Оригинальный текст (англ.)...the costumes and sets are much better at capturing the pomp and grandeur of Imperial Russia, although Anna May Wong's stage outfit is far too skimpy for any sort of traditional Chinese theatre. Similarly, both her song and her dance routine betray their western origins - the film is full of songs and dancing, including several exuberant Russian folk tunes. ... By modern standards, the acting and direction can appear stiff and overly theatrical, but they are typical of the period. 
— NEO Magazine, 2014

## Интересный факт
В оригинальном немецком варианте имя Великого князя не называется, но в английской версии — Павел. В истории России было только два Павла с титулом «Великий князь», но если один стал Императором и жил в другую эпоху, почему не может подходить под сюжет фильма, то остаётся один — Великий князь Павел Александрович.